# Religión en Líbano
| Denominaciones religiosas en el Líbano | Denominaciones religiosas en el Líbano | Denominaciones religiosas en el Líbano | Denominaciones religiosas en el Líbano | Denominaciones religiosas en el Líbano |
| -------------------------------------- | -------------------------------------- | -------------------------------------- | -------------------------------------- | -------------------------------------- |
| Religión                               |                                        |                                        |                                        |                                        |
| Musulmanes Chiitas                     | Musulmanes Chiitas                     |                                        | 27                                     | 27                                     |
| Musulmanes Sunitas                     | Musulmanes Sunitas                     |                                        | 27                                     | 27                                     |
| Cristianos maronitas                   | Cristianos maronitas                   |                                        | 21                                     | 21                                     |
| Cristianos ortodoxos de Antioquía      | Cristianos ortodoxos de Antioquía      |                                        | 8                                      | 8                                      |
| Cristianos católicos melquitas         | Cristianos católicos melquitas         |                                        | 5                                      | 5                                      |
| Cristianos armenios                    | Cristianos armenios                    |                                        | 4                                      | 4                                      |
| Cristianos protestantes                | Cristianos protestantes                |                                        | 1                                      | 1                                      |
| Cristianos de otras denominaciones     | Cristianos de otras denominaciones     |                                        | 2                                      | 2                                      |
| Drusos                                 | Drusos                                 |                                        | 5                                      | 5                                      |

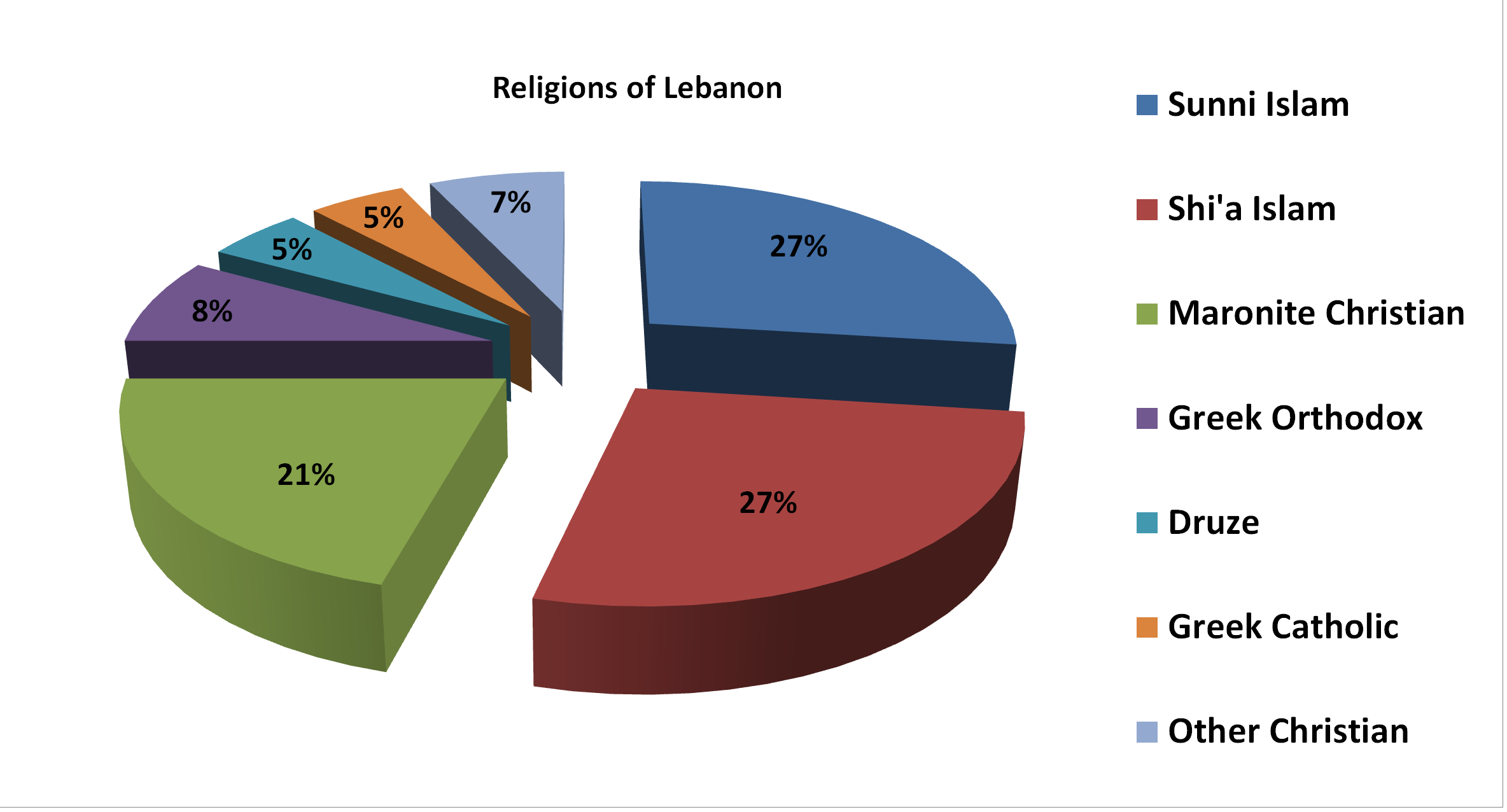
Gráfico que muestra un desglose de los principales grupos religiosos en el Líbano, 2008.

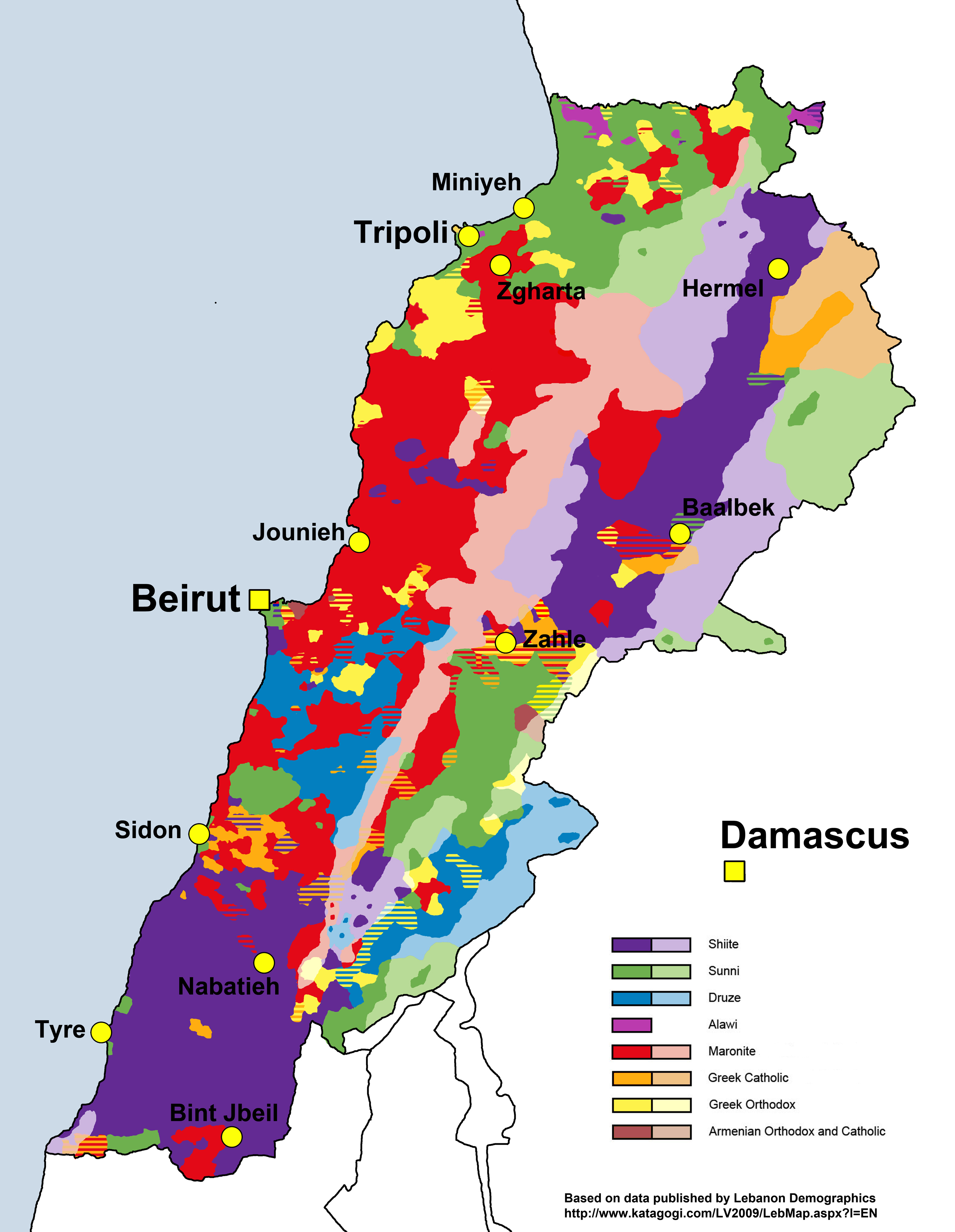
Distribución de grupos religiosos del Líbano.

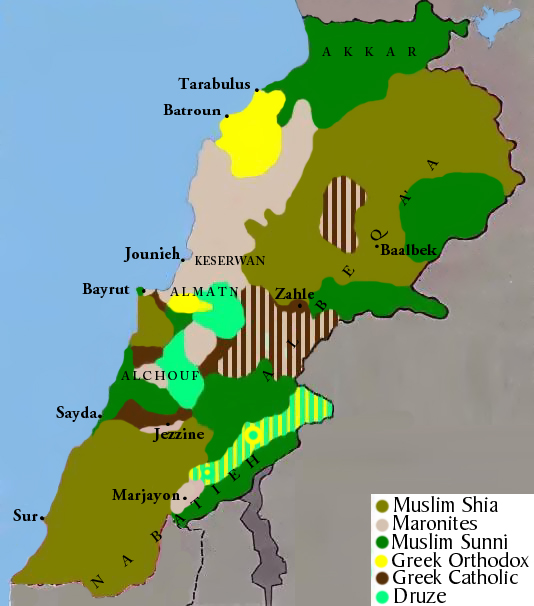
Una estimación de la distribución del área de los principales grupos religiosos del Líbano.

En el Líbano se profesan varias religiones principales diferentes. El país tiene la sociedad más diversa religiosamente de todos los estados dentro de Oriente Próximo, que comprende 18 confesiones religiosas reconocidas. Las dos religiones principales son el islam (suní y chií), suponiendo el 54 % de seguidores, y el cristianismo (maronita, ortodoxo griego, melquita, protestantismo, y ortodoxo armenio) con el 40,4 % de la población del país. También la religión de la minoría drusa en el Líbano, que bajo la división política libanesa la comunidad drusa se designa como una de las cinco comunidades musulmanas libanesas, aun cuando ellos no se consideran a sí mismos como musulmanes.
Líbano difiere así de otros países de Oriente Próximo donde los musulmanes son mayoría abrumadora y se asemeja más a Bosnia y Herzegovina o Albania en cuanto a la religión en estos países, al tener una mezcla diversa de musulmanes y cristianos suponiendo cada comunidad aproximadamente la mitad de la población del país.

## Población por afiliación religiosa
No se ha realizado ningún censo oficial desde 1932, lo que refleja la sensibilidad política en el Líbano sobre el equilibrio confesional (es decir, religioso). Como resultado, la afiliación religiosa de la población libanesa es muy difícil de establecer con certeza y se utilizan diversas fuentes para obtener la posible estimación de la población por afiliación religiosa. Las siguientes son fuentes diferentes que no pretenden ser plenamente representativas de la afiliación religiosa del pueblo del Líbano.
El estudio más reciente llevado a cabo por Statistics Lebanon, una firma de investigación con sede en Beirut, encontró que aproximadamente la población del Líbano se estima en 54 % islam (27 % islam chií, 27 % suní); 5,6 % drusos, quienes no se consideran musulmanes, 40,4 % cristianos (21 % maronitas, 8 % griegos ortodoxos, 5 % melquitas, 1 % protestantes y 5,4 % otras denominaciones cristianas como armenios ortodoxos, católicos armenios, siríacos católicos, siríacos Ortodoxos, católicos, caldeos, asirios, coptos).
El World Factbook de la CIA calcula lo siguiente: 20 % musulmanes (10 % chiíes, 10 % suníes), cristianos 74,5 % (incluye 21 % católicos maronitas, 8 % griegos ortodoxos, 5 % católicos melquitas, 1 % protestantes, 5,5 % otros cristianos), drusos 5.6 %, y un número muy pequeño de judíos, bahá'ís, budistas, hindúes y mormones.
La Fundación Internacional para los Sistemas Electorales provee la fuente para los votantes registrados en Líbano para 2011 (hay que señalar que el registro de votantes no incluye a las personas menores de 18 años y los votantes no registrados) que pone los números como sigue: islam suní 27.65 %, islam chií 27.34 %, cristianos maronitas 21.05 %, cristianos ortodoxos griegos 7.34 %, drusos 5.74 %  cristianos melquitas 4.76 %, cristianos ortodoxos armenios 2.64 %, otras minorías cristianas 1.28 %, islam alawita 0.88 %, cristianos católicos armenios 0.62 %, cristianos evangélicos 0.53 %, y otro 0.18 % de la población perteneciente a otras religiones.
Líbano también tiene una población de judíos libaneses, estimada en menos de 100.
Los musulmanes legalmente registrados forman alrededor del 54 % de la población, incluyendo a los miles de refugiados palestinos que se asentaron en el país en los últimos años. Los cristianos legalmente registrados representan alrededor del 41 %. En décadas pasadas la población cristiana descendió en porcentaje debido a la emigración (consecuencia de la guerra civil y la violencia musulmana), pero actualmente se halla en proceso de crecimiento debido a la llegada de refugiados cristianos sirios y a las conversiones desde el islam.

## Temas políticos y religiosos actuales
Bajo los términos de un acuerdo conocido como el Pacto Nacional entre los diversos líderes políticos y religiosos del Líbano, el presidente del Líbano debe ser un cristianismo maronita, el primer ministro debe ser un sunita, y el presidente del Parlamento debe ser un chií.
A pesar de que el Líbano es un Estado secular, los asuntos de familia como el matrimonio, el divorcio y la herencia siguen siendo manejados por las autoridades religiosas que representan la fe de cada persona, los matrimonios civiles realizados en otro país son reconocidos por las autoridades civiles libanesas. Además de los ciudadanos libaneses en el Líbano, una gran proporción de las personas en el país son refugiados, lo que representa aproximadamente 2 millones de personas de un poco más de 6 millones en 2017, lo que afecta a las estadísticas. Los refugiados, que en su mayoría son de origen sirio o palestino, son predominantemente musulmanes suníes, y musulmanes chiíes.
La no-religión no es reconocida por el estado, el Ministerio del Interior y Municipios (Ziad Baroud) hizo posible en 2009 que la religión fuera retirada de la tarjeta de identidad libanesa.Según un análisis de 2022 del Pew Research Center, el panorama demográfico del Líbano revela una población cristiana estimada en un 43,4%, siendo los musulmanes la mayoría con un 57,6%, lo que refleja una interacción dinámica de diferentes comunidades religiosas dentro del país

## Distribución geográfica de las confesiones en el país

### Musulmanes
| Islam en Líbano | Islam en Líbano | Islam en Líbano | Islam en Líbano | Islam en Líbano |
| --------------- | --------------- | --------------- | --------------- | --------------- |
| Religión        |                 |                 |                 |                 |
| 1932            | 1932            |                 | 49 %            | 49 %            |
| 1985            | 1985            |                 | 75 %            | 75 %            |
| 2010            | 2010            |                 | 59 %            | 59 %            |
| 2012            | 2012            |                 | 59.5 %          | 59.5 %          |
| 2017            | 2017            |                 | 59 %            | 59 %            |

Los musulmanes libaneses se dividen en varias ramas tales como los: chiitas, sunitas, drusos, alauitas e ismaelitas. Los chiitas libaneses se concentran en el sur del Líbano, el distrito de Baalbek, el distrito de Hermel y el sur de Beirut (partes meridionales del Gran Beirut). Los sunitas libaneses son principalmente residentes de las principales ciudades: al oeste de Beirut, Trípoli y Sidón. Los suníes también están presentes en áreas rurales incluyendo Akkar, Ikleem al Kharoub, y el valle de Beqaa occidental. Los drusos libaneses se concentran al sur del monte Líbano, en el distrito de Hasbaya y en el distrito de Chouf. Bajo la división política libanesa, la comunidad drusa está designada como una de las cinco comunidades musulmanas libanesas (sunita, chiita, drusa, alawita e ismaelita).

### Cristianos
| Cristianismo en Líbano. | Cristianismo en Líbano. | Cristianismo en Líbano. | Cristianismo en Líbano. | Cristianismo en Líbano. |
| ----------------------- | ----------------------- | ----------------------- | ----------------------- | ----------------------- |
| Religión                |                         |                         |                         |                         |
| 1932                    | 1932                    |                         | 51 %                    | 51 %                    |
| 1985                    | 1985                    |                         | 25 %                    | 25 %                    |
| 2010                    | 2010                    |                         | 41 %                    | 41 %                    |
| 2012                    | 2012                    |                         | 40.5 %                  | 40.5 %                  |
| 2017                    | 2017                    |                         | 41 %                    | 41 %                    |

Los cristianos libaneses están divididos en muchas confesiones como maronitas, ortodoxos, melquitas y protestantes. Los maronitas libaneses se concentran en el norte de Beirut (parte norte del Gran Beirut), la parte norte de la gobernación del Monte Líbano, la parte sur de la gobernación del Norte, partes de la gobernación de Beqaa y la gobernación del Sur. Los ortodoxos libaneses se concentran en el norte de Beirut (parte norte del Gran Beirut), el norte libanés zonas como Zgharta, Bsharre, Koura y Batroun. Los protestantes libaneses se concentran principalmente en el área de Beirut y el Gran Beirut. Los otros cristianos libaneses se concentran también en áreas similares como en el este de Beirut (partes norteñas del Gran Beirut), el Monte Líbano, Zahlé y Jezzine.

## Galería

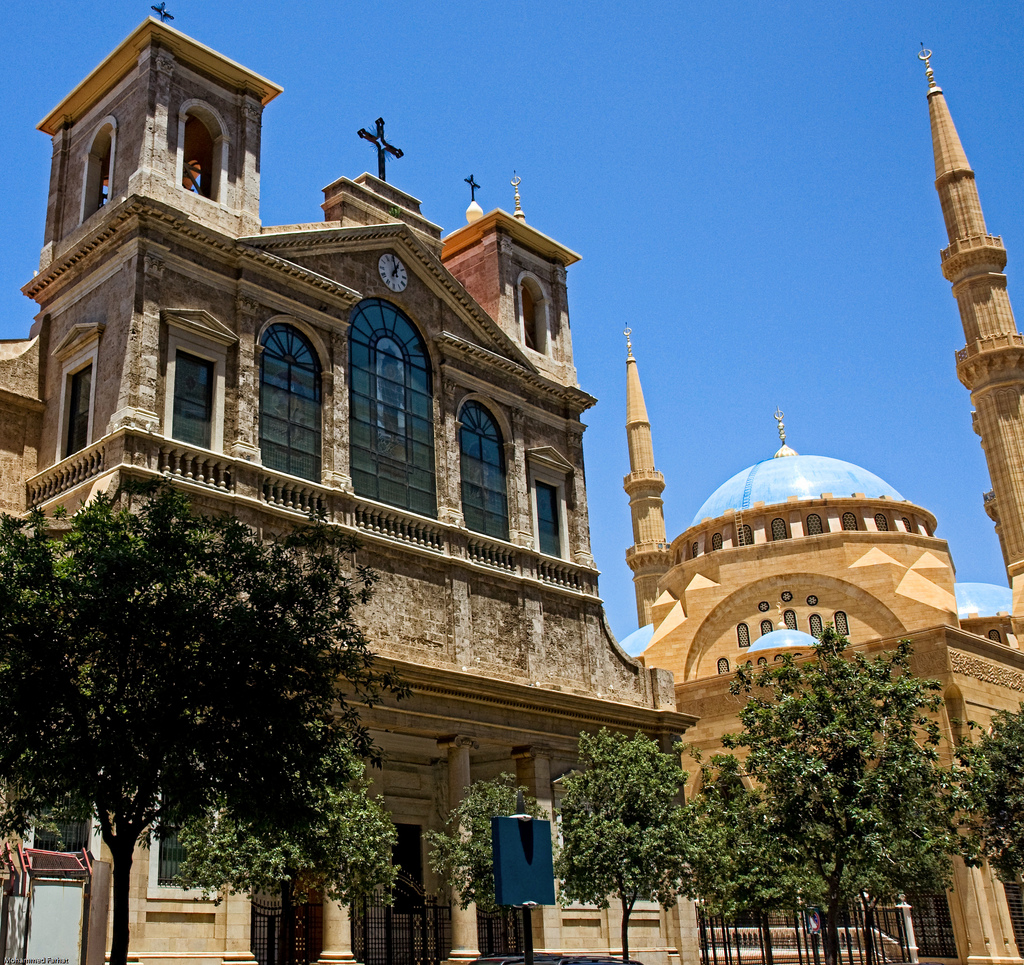
Catedral de San Jorge y Mezquita Mohammad Al-Amin, Beirut.
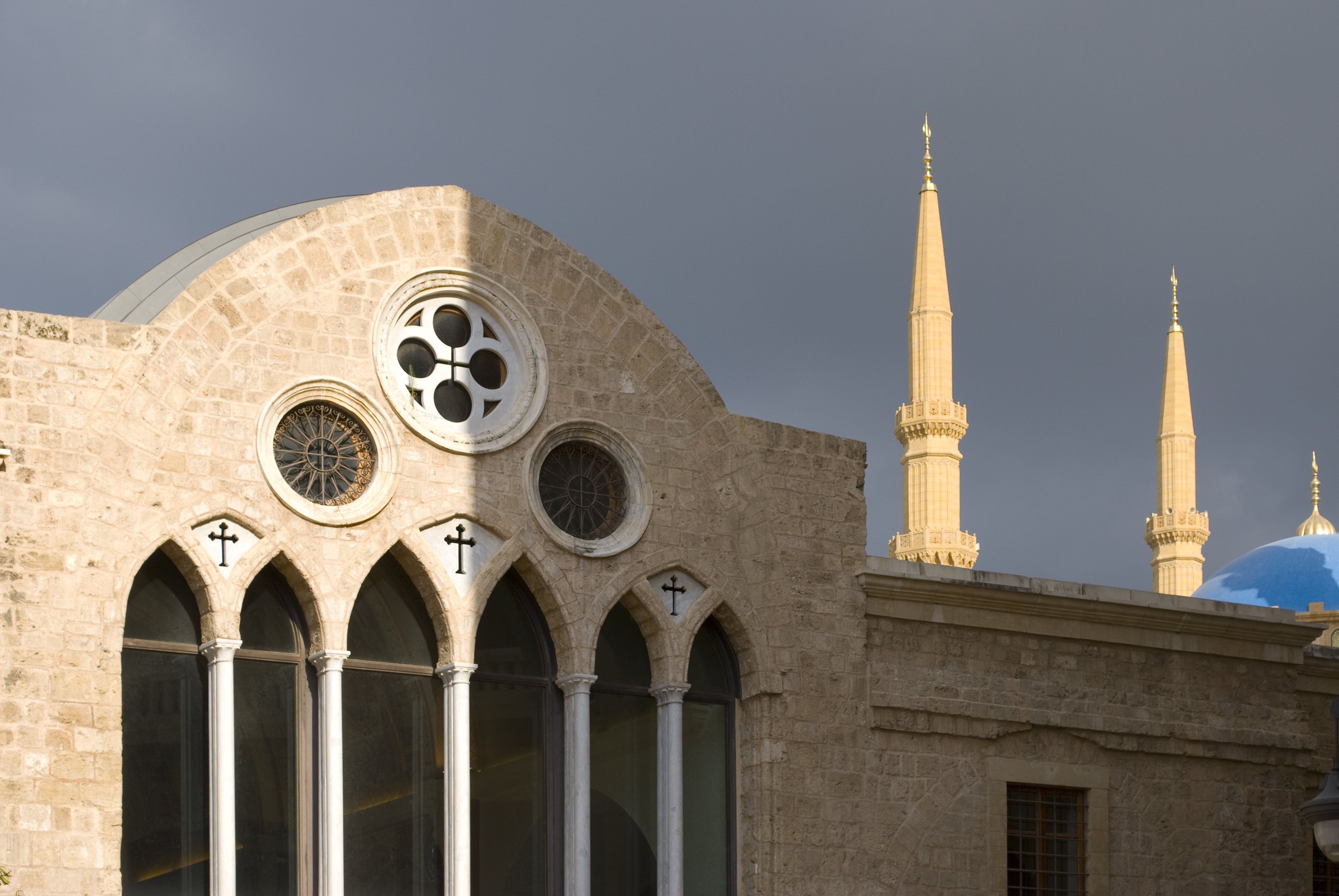
Catedral Ortodoxa del Este de San Jorge en el centro de Beirut
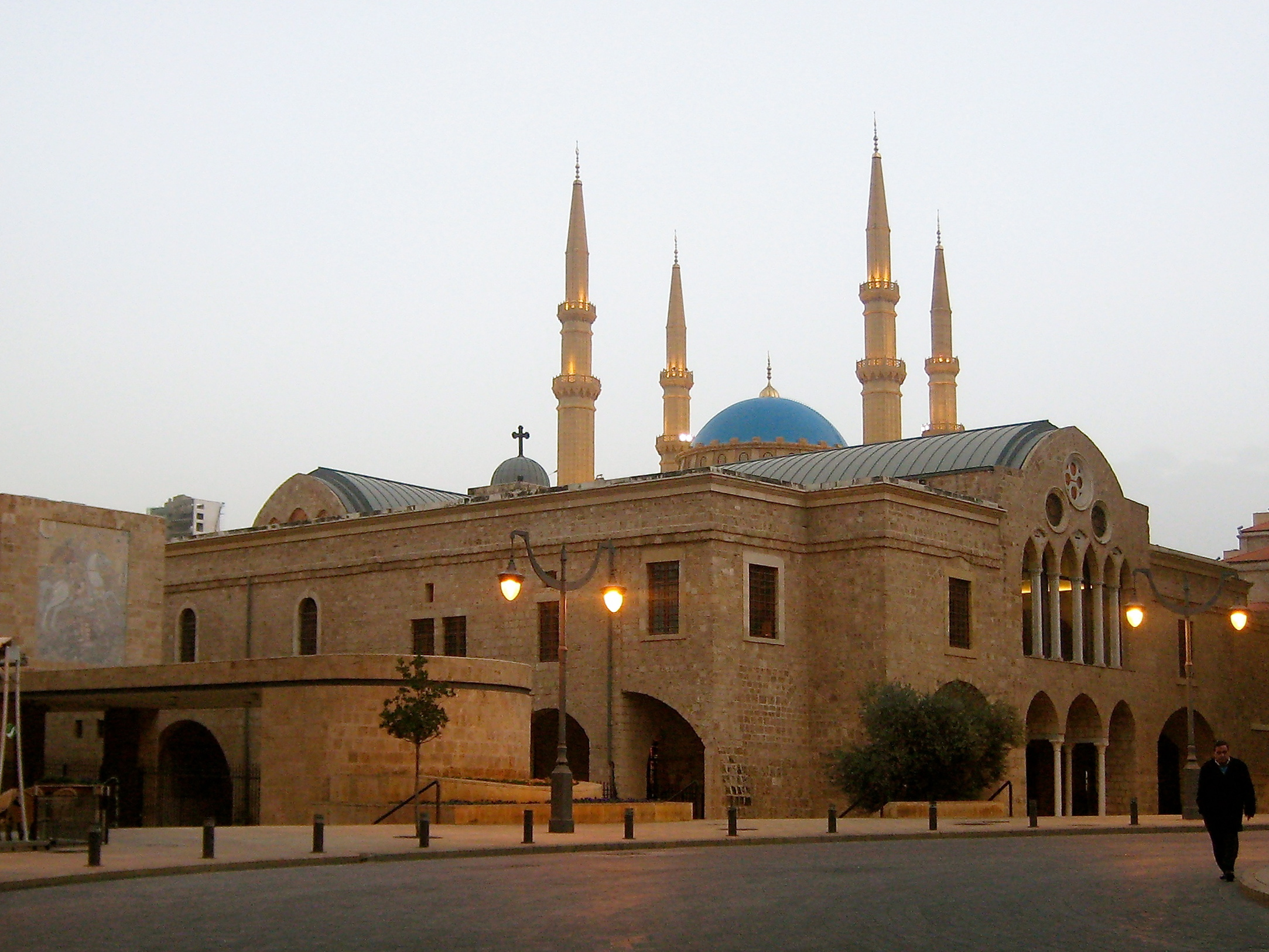
Catedral Ortodoxa Griega de San Jorge en la Plaza Nejme
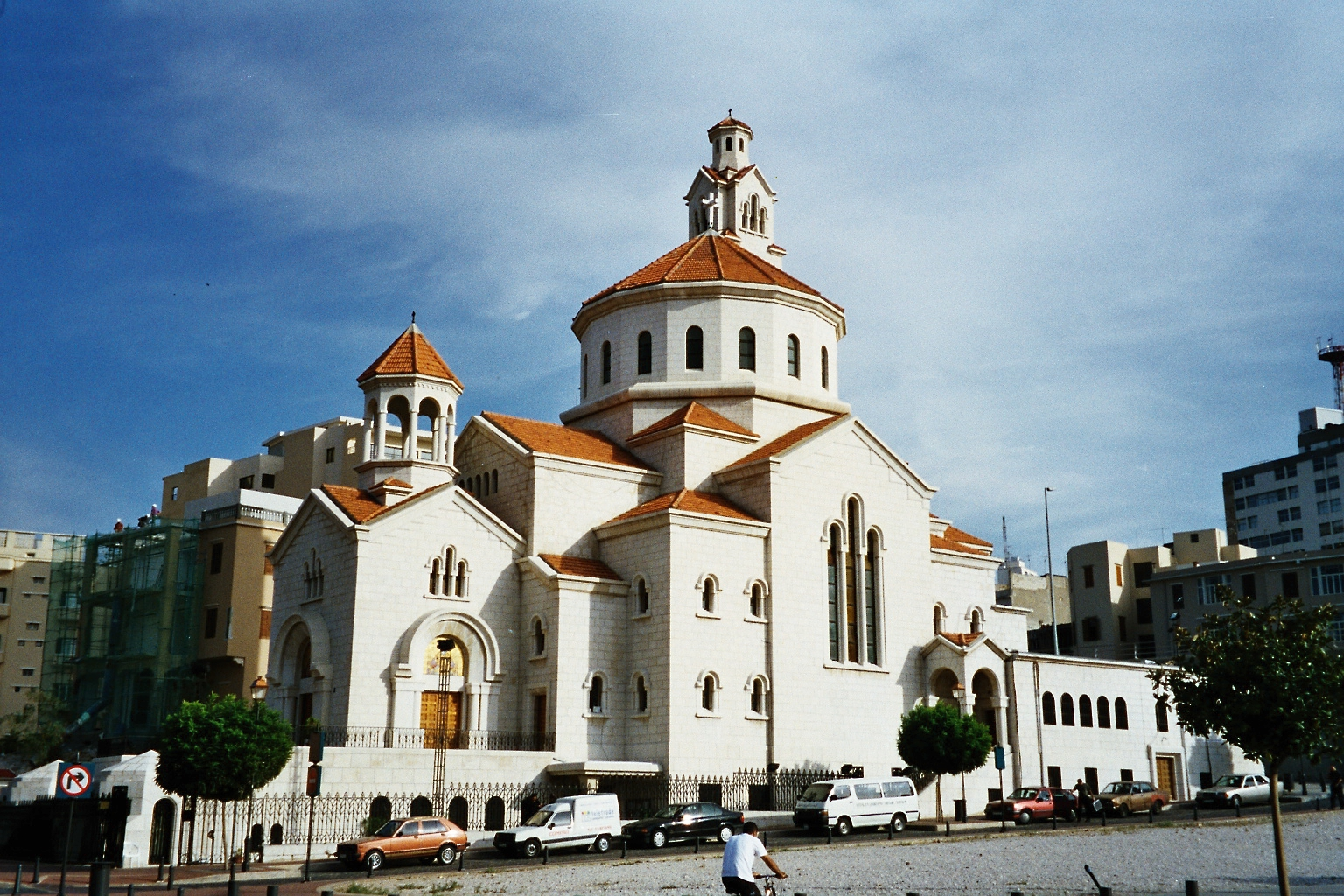
Catedral Católica Armenia St. Elie y San Gregorio el Iluminador en Beirut
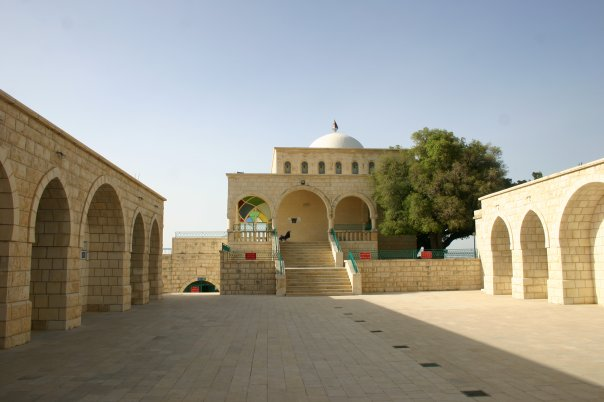
Santuario del Profeta Job